# Ari Boudiram
Ari Boudiram (auch: Ari Boundéram, Ari Boundiram, Ari Boundoumaram, Ari Boundouroum) ist ein Dorf in der Landgemeinde Goudoumaria in Niger.

## Geographie
Das von einem traditionellen Ortsvorsteher (chef traditionnel) geleitete Dorf liegt rund 46 Kilometer östlich des Hauptorts Goudoumaria der gleichnamigen Landgemeinde und des gleichnamigen Departements Goudoumaria, das zur Region Diffa gehört. Zu den Siedlungen in der näheren Umgebung von Ari Boudiram zählen Goudéram im Osten, Kilakam im Südosten, Djadjiri Canada im Südwesten und Kousséri Koura im Westen.
Ari Boudiram befindet sich in der Zone der fruchtbaren Mulden von Maïné-Soroa. Beim Dorf erstreckt sich der 4100 Hektar große Doumpalmen-Hain Gommeraie d’Ari Boudiram, der am 3. August 1939 unter Schutz gestellt wurde. Er ist in einem schlechten Zustand und weist nur noch wenige baumbestandene Flächen auf.

## Bevölkerung
Bei der Volkszählung 2012 hatte Ari Boudiram 71 Einwohner, die in 15 Haushalten lebten. Bei der Volkszählung 2001 betrug die Einwohnerzahl 56 in 11 Haushalten und bei der Volkszählung 1988 belief sich die Einwohnerzahl auf 181 in 46 Haushalten.